# Prosenjakovci
Ratkovci (węg. Pártosfalva) – miejscowość w Słowenii w gminie Moravske Toplice w regionie Prekmurje.